# Francis Davison
Pour les articles homonymes, voir Davison.
Francis Davison (1919-1984) est un artiste plasticien et peintre britannique.

## Biographie
Son œuvre ultérieure, débutant peu de temps après son mariage avec Margaret Mellis (en) en 1948, est caractérisée par l'utilisation de collages, papier imprimé coloré superposé et monté à bord.
Davison est resté dans une relative obscurité jusqu'à ce qu'il soit reconnu à la fin des années 1970 et au début des années 1980,.
Francis Davison est mort en 1984.